# Kosmos 1383
O Kosmos 1383 (em russo: Космос 1383, significado Cosmos 1383) foi um satélite soviético de navegação por satélite. Foi lançado em 29 de junho de 1982 do Cosmódromo de Plesetsk, União Soviética (atualmente na Rússia), através de um foguete NATO SS-5. O satélite foi posicionado em uma órbita terrestre baixa, com uma inclinação de 82.9º.
Três canadenses, cujo avião caiu num remoto vale montanhoso, foram salvos quando seu pedido de socorro foi captado pelo Kosmos 1383. Visto que o avião estava a 48 km fora da rota, autoridades disseram que sob circunstâncias normais a área da queda não seria provavelmente vasculhada por vários dias. 